# Halsbandstrogon
Halsbandstrogon (Trogon collaris) är en fågel i familjen trogoner inom ordningen trogonfåglar.

## Utseende
Halsbandstrogonen är en rätt liten trogon med rött på buken. Hanens stjärt är undertill mörk med smala vita tvärband, medan honans är grå med smala svartvita tvärband mot spetsen. I större delen av utbredningsområdet är den enda andra rödbukig trogonen den större och distinkta arten orangenäbbad trogon.

## Utbredning och systematik
Halsbandstrogon delas in i tio underarter med följande utbredning:
- T. c. puella – centrala Mexiko till västra Panama
- T. c. underwoodi – nordvästra Costa Rica
- T. c. aurantiiventris – centrala Costa Rica och västra Panama
- T. c. extimus – nordöstra Panama
- T. c. heothinus – östra Panama (Darién)
- T. c. virginalis – västra Colombia till västra Ecuador och nordvästra Peru
- T. c. subtropicalis – centrala Colombia
- T. c. exoptatus  norra Venezuela
- T. c. collaris – Colombia till norra Bolivia och västcentrala Brasilien, Guyanaregionen samt Trinidad och Tobago
- T. c. castaneus – sydöstra Colombia och nordvästra Brasilien till östra Peru och norra Bolivia; östra Brasilien

## Levnadssätt
Halsbandstrogonen hittas i fuktiga skogar i tropiska låglänta områden och förberg. Där ses den sitta på alla nivåer i skogen, dock mindre ofta i skogsbryn.

## Status och hot
Arten har ett stort utbredningsområde, men tros minska i antal, dock inte tillräckligt kraftigt för att den ska betraktas som hotad. Internationella naturvårdsunionen IUCN listar arten som livskraftig (LC). Beståndet uppskattas till i storleksordningen fem till 50 miljoner vuxna individer.

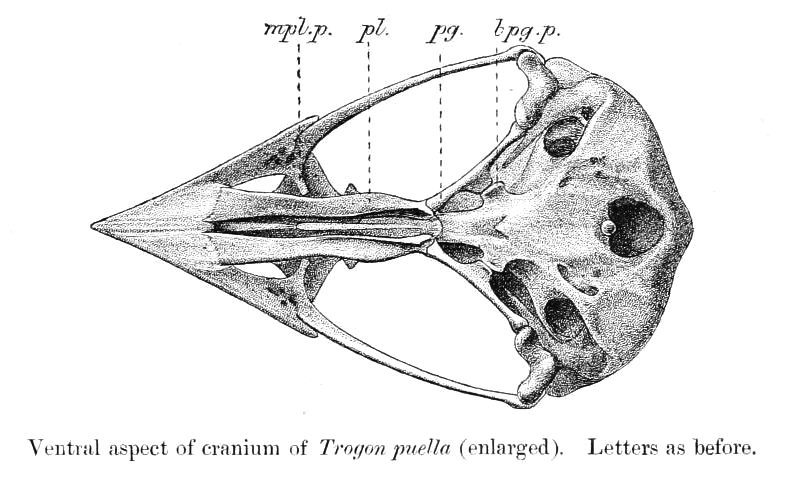